# Кућа Влајинца
Кућа Влајинца се налази у Врању, у улици Генерала Белимарковића бр. 4., подигнута је 1848. године. Објекат има статус културног добра од великог значаја.

## Историја
Јања Влајинац је 1848. године подигао ову кућу, како указује натпис над улазом. Године 1859. извршено је освећење куће.

## Изглед куће
Кућа се састоји од приземља и спрата, али је без подрума. Приземни део озидан од масивног камена, а спрат у бондручном конструктивном систему, са испуном од набоја и ћерпича. Кров који је вишесливни је покривен ћерамидом и на њему се налазе једна баџа и укупно пет димњака. У већем броју просторија, у некима дуж целих зидова, првобитно су се налазили долапи. Кухиња је смештена у приземљу са отвореним огњиштем и амамџиком.Од богатог ентеријера који је овај објекат својевремено садржао, сачувани су само делови долапа као и једноставно украшена таваница у једној од соба.